# عنب أسود
العنب الأسود (الوَينُ)، من الفاكهة المفيدة والغنية بالعناصر الغذائية. وهو يحتوي على كمية كبيرة جداً من فيتامين ج، ما يعادل 4 أضعاف الكمية الموجودة في البرتقال من نفس الوزن. وهذه الفاكهة غنية بمضادات الأكسدة ومواد الفلافونويد. وتناولها يساعد على التخلص من الالتهابات وعدوى الجهاز البولي. والعنب الأسود غني أيضاً بالبوتاسيوم. ويمكن تناوله طازجا أو في شكل كمبوت أو مربى. ومن فوائد العنب الأسود أيضاً أنه يساعد على محاربة البكتيريا التي تسبب التسمم الغذائي.